# Fritz Overbeck (Maler)

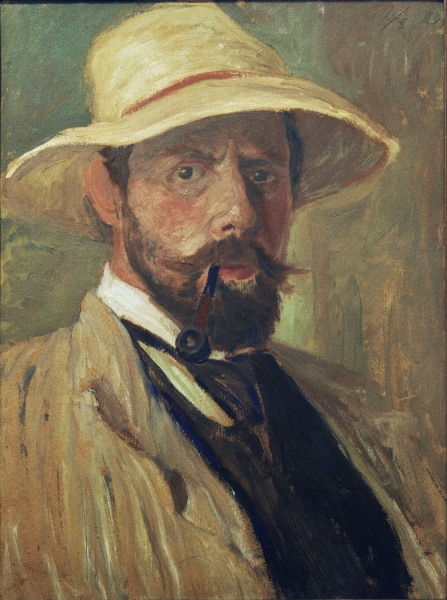
Fritz Overbeck: Selbstbildnis, um 1900

August Friedrich „Fritz“ Overbeck (* 15. September 1869 in Bremen; † 8. Juni 1909 in Bröcken bei Vegesack) war ein deutscher Maler und Radierer.

## Biografie

### Frühe Jahre

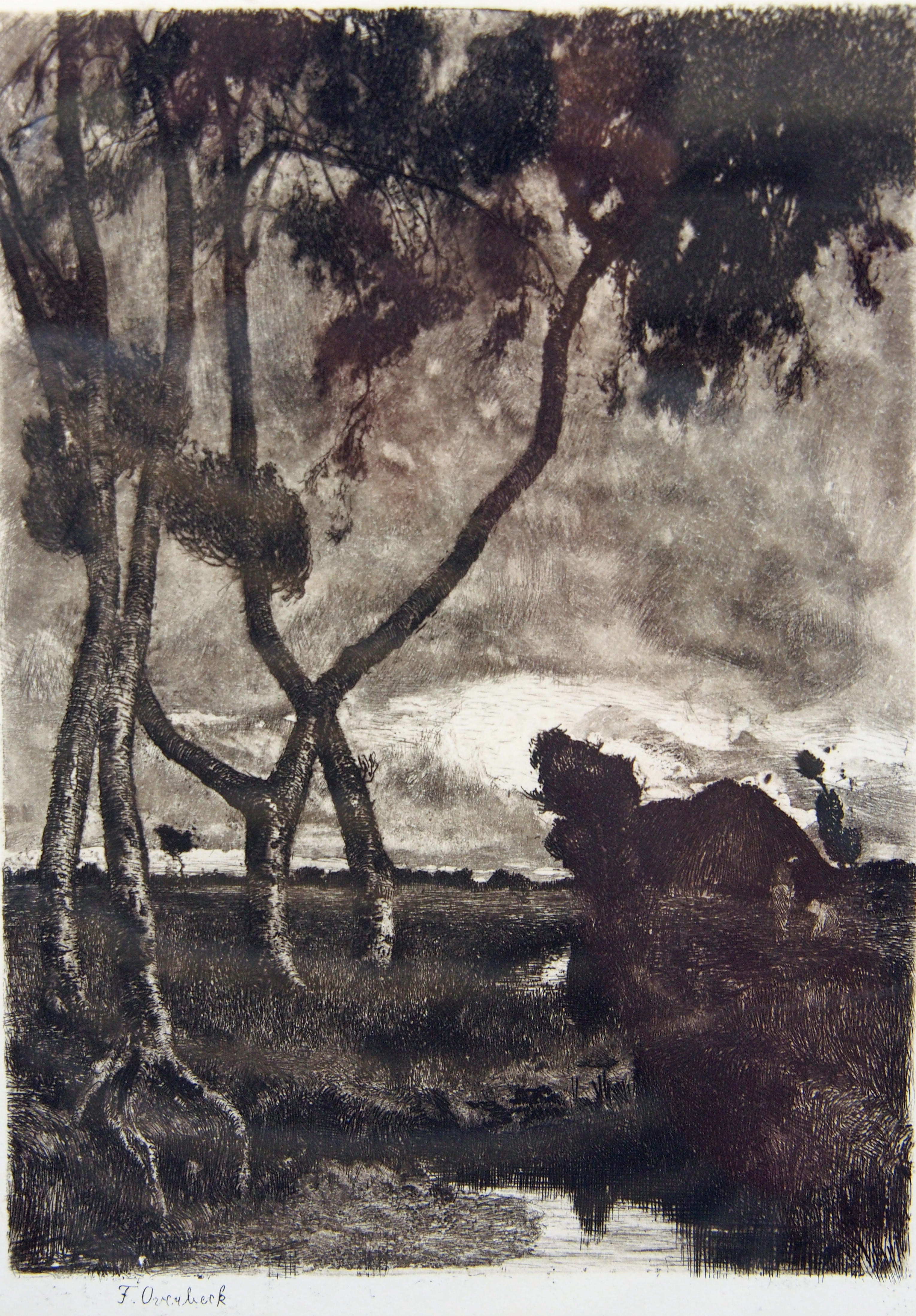
Radierung Sturm im Moor, 1895

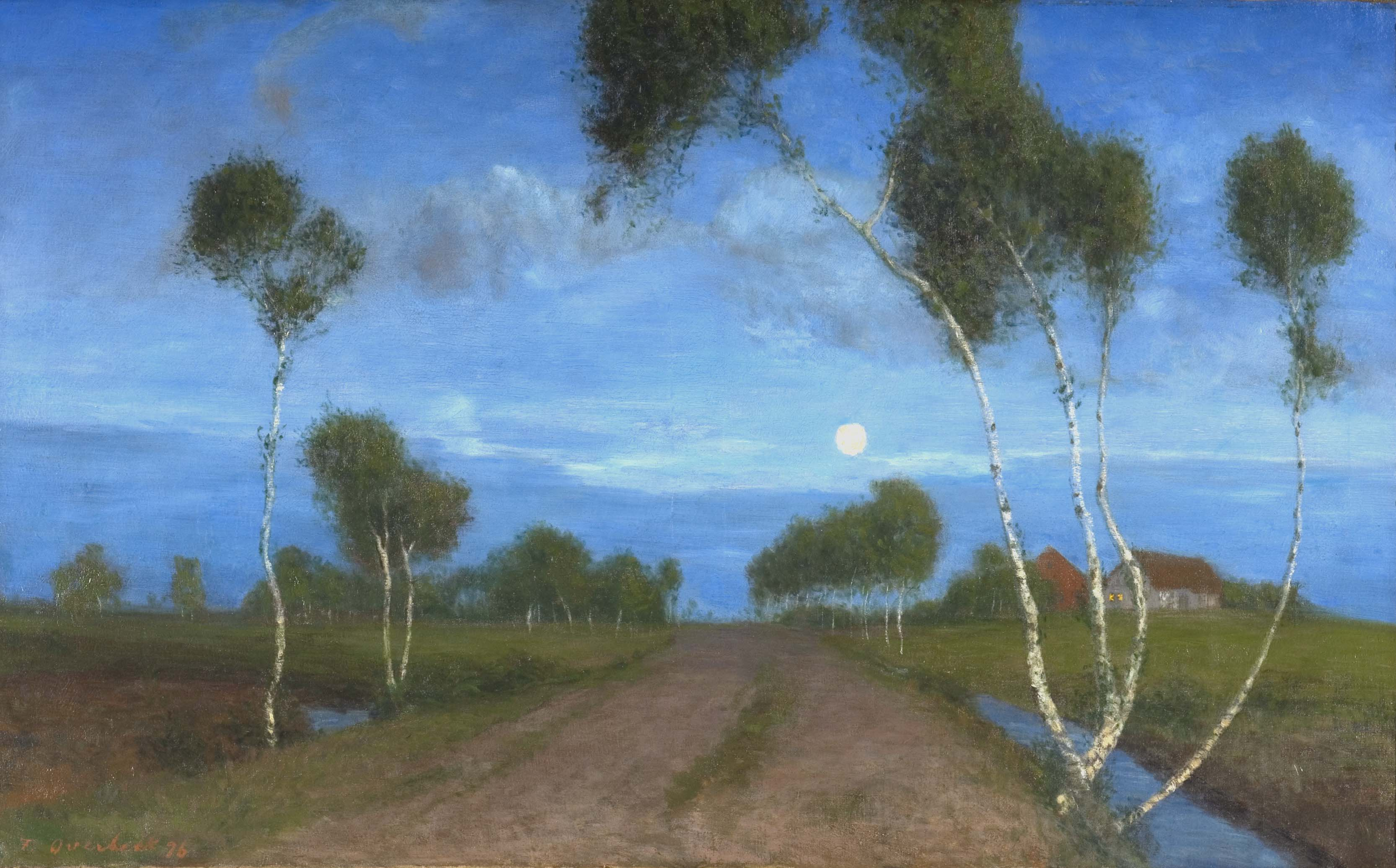
Abend im Moor, 1896

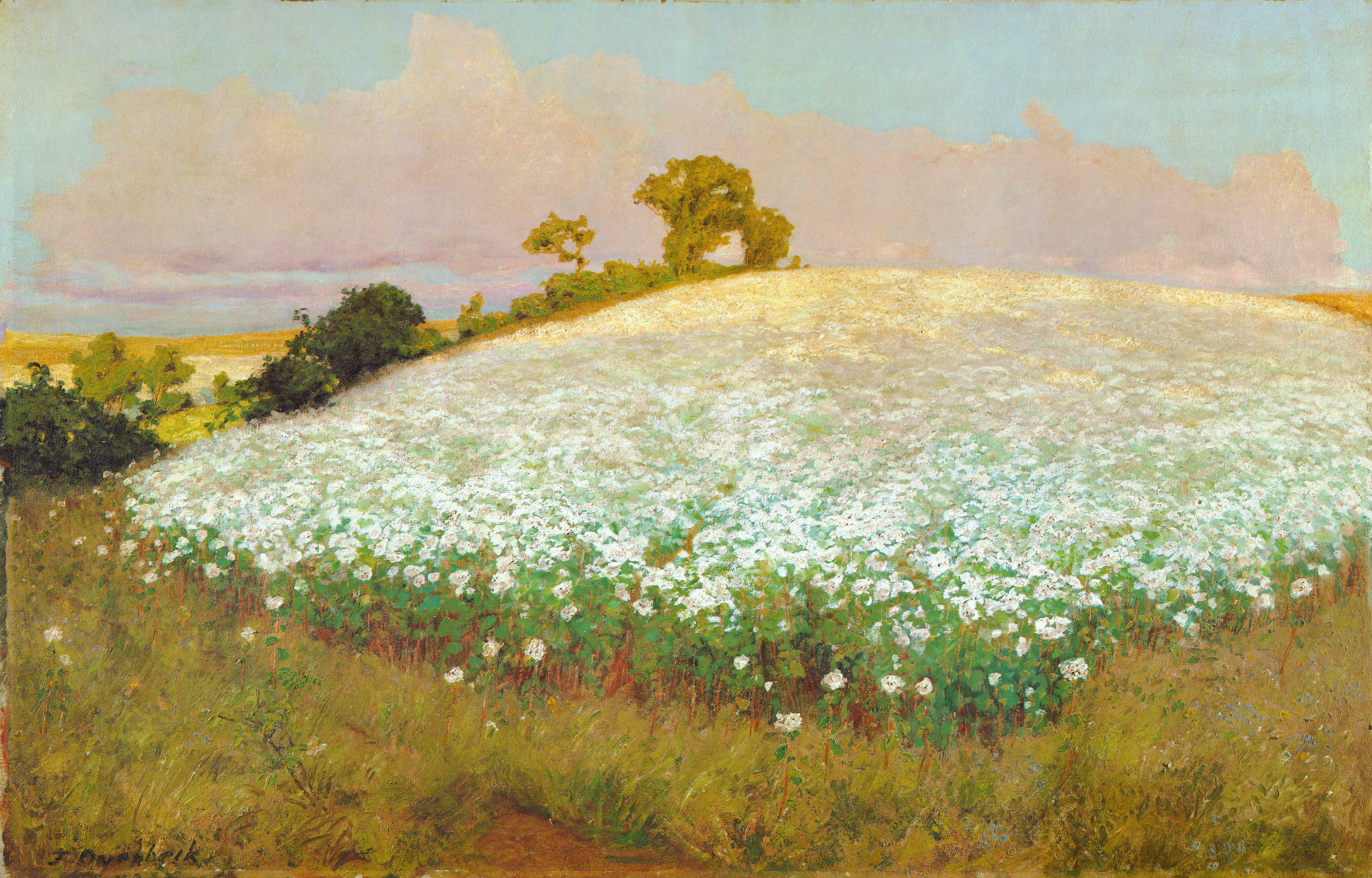
Buchweizenfelder am Weyerberg, um 1897

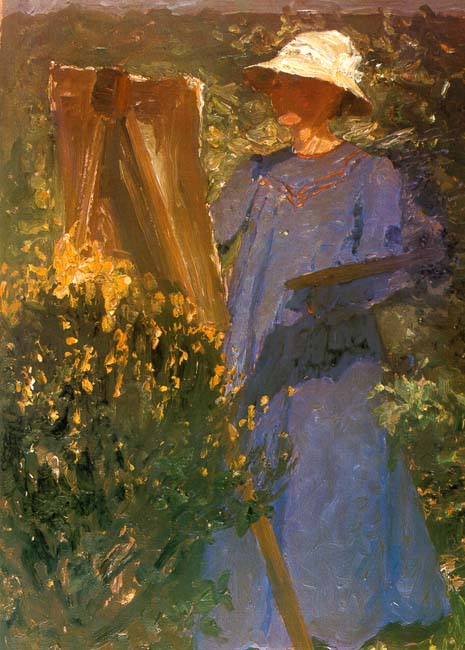
Malerin vor der Staffelei, 1905/06

Fritz Overbeck war der Sohn von Theodor Overbeck, einem Maschinenbauingenieur bei Waltjen & Co. in Bremen und später Technischer Direktor des Norddeutschen Lloyds, und dessen Frau Bertha Overbeck. Er verlor bereits in jungen Jahren seinen Vater sowie seine drei Geschwister und entwickelte eine lebenslange enge Bindung zu seiner Mutter. Schon als Kind zeigte sich Overbecks Talent zum Zeichnen und ab einem Alter von vierzehn Jahren nahm er außerschulischen Mal- und Zeichenunterricht.
Nach dem Abitur am Bremer Alten Gymnasium studierte Overbeck von 1889 bis 1893 Landschaftsmalerei an der Düsseldorfer Kunstakademie. Seine Lehrer waren Eugen Dücker (1892/1893), Peter Janssen d. Ä., Olof Jernberg und Carl Ernst Forberg. Während des Studiums lernte er unter anderem Fritz Mackensen, Heinrich Vogeler und Otto Modersohn kennen. Besonders mit letzterem verband ihn Zeit seines Lebens eine innige Freundschaft. Alle vier Künstler waren Mitglieder der Studentenverbindung Tartarus (Düsseldorf).

### Worpsweder Künstlervereinigung
Nach dem Studium überredete Otto Modersohn Fritz Overbeck 1894, sich der neuen Künstlerkolonie Worpswede anzuschließen. Gemeinsam ließen sich die jungen Maler in Worpswede nieder und begründeten damit den Ruhm des Künstlerdorfes, der bis heute anhält. Ihren ersten großen Ausstellungserfolg feierten sie 1895 im Münchener Glaspalast, was der Gruppe international Anerkennung brachte. Seitdem zählten die Mitglieder der Worpsweder Künstlervereinigung zu den bekanntesten Malern Deutschlands, und die Künstlerkolonie im Teufelsmoor wurde zum Inbegriff naturalistischer Landschaftsmalerei.
Im Münchener Glaspalast 1896 wurde die angehende Künstlerin Hermine Rohte durch das Gemälde „Abend im Moor“ auf Fritz Overbeck aufmerksam und zog nach Worpswede, um bei ihm Unterricht zu nehmen. Nach nur drei Monaten verlobten sie sich und heirateten im Jahr 1897. Ihr Sohn, der spätere Botaniker Fritz Theodor Overbeck wurde 1898 geboren, die Tochter Gerda 1903.
Ebenfalls im Jahr 1897 wurde Overbeck mit der Großen goldenen Medaille der „Internationalen Kunstausstellung“ in München sowie einer kleinen goldenen Medaille der „Ersten Internationalen Kunstausstellung“ in Dresden geehrt.
1899 kam es zu einem offenen Bruch der Worpsweder Maler, bei dem Fritz Overbeck, Otto Modersohn und Heinrich Vogeler aus der Künstlervereinigung Worpswede austraten.
1903 unternahm Overbeck erste Reisen nach Sylt und übernahm Motive von Brandung, Meer und Stranddünen in sein künstlerisches Repertoire.

### Umzug nach Vegesack
1905 zog Fritz Overbeck mit seiner Familie nach Bröcken bei Vegesack. Obwohl man ihn als Künstler heute vor allem mit dem Ort Worpswede in Verbindung bringt, bildete die Zeit in Vegesack, in der er auch die Reisen nach Sylt und Davos in den Schweizer Alpen malerisch verarbeitete, einen weiteren Höhepunkt seines Schaffens. Mehr als hundert Gemälde und über vierhundert Ölstudien entstanden in der letzten Phase seines Lebens.
Fritz Overbeck starb 1909 im Alter von nur 39 Jahren überraschend an einem Hirnschlag. Sein Grab befindet sich auf dem Waller Friedhof in Bremen. Er war Mitglied im Deutschen Künstlerbund.

## Werk

### Freilicht- und Landschaftsmalerei
Bereits in frühen Skizzen aus seiner Jugend ist Fritz Overbecks Talent für die Malerei von Landschaften mit weiten Feldern, Bäumen, Felsen und Wolkenformationen am Himmel erkennbar. Während des Studiums an der Kunstakademie Düsseldorf befasste er sich viel mit architektonischen Motiven und erlernte das akademische Zeichnen von Porträts, doch die Landschaft blieb sein favorisiertes Genre. Noch an der Akademie spezialisierte Overbeck sich in der Klasse der Professors Eugen Dücker schließlich vollkommen auf Landschaftsmalerei.
Zur Findung geeigneter Motive beeinflusste Overbeck stets seine direkte Umgebung. Eine Reise nach Norwegen 1892 zeichnet sein Werk zwischen dem Studium und der Niederlassung in Worpswede. Hier entstanden Ölgemälde, Aquarelle und Zeichnungen von Gebirgen und Fjorden, bevor es Fritz Overbeck wieder zurück nach Norddeutschland zog.

### Worpswede
Worpswede gilt als Hauptschaffensphase Overbecks: Nach seinem Einzug in die Künstlerkolonie fertigte er hunderte Ölgemälde, Studien, Zeichnungen und circa sechzig Radierungen an. Typisch sind dabei menschenleere Moorlandschaften, Wälder mit Birken, Gräben, die von Torfstechern bearbeiteten Sümpfe bis hin zu Moorkaten und Dorfwegen. Stilistisch lässt er als Freilichtmaler der klassischen Moderne eine rein naturalistische Malweise zunehmend hinter sich: Einflüsse des Impressionismus sind in Fritz Overbecks sichtbarem flüchtigem Pinselstrich deutlich erkennbar und dennoch entwickelte er seinen ganz eigenen Stil.
Als Fritz Overbeck 1905 nach Bröcken bei Vegesack zog, beeinflusste seine neue Umgebung auch seine landschaftlichen Motive. Nun entfernt vom Moor sind es Felder, Baumgruppen, Dorfhäuser und auch der eigene Garten, die den Künstler zu einem weiteren Höhepunkt seines Schaffens inspirieren.

### Wolken- und Wellenmaler
Ein Beiname Overbecks ist „Wolkenmaler“, denn gerade seine Darstellungen von üppigen Wolkenformationen am blau getupften Himmel haben einen besonderen Wiedererkennungswert.
Nach einigen Reisen nach Sylt nimmt er Dünenlandschaften und Wellen in sein Repertoire auf. Wie auch bei Wolken ist das Einfangen einer Welle auf Leinwand für jeden Freilichtmaler ein besonders kniffliges Unterfangen, da sich Wasser und Wolken in ständiger Bewegung befinden.

### Radierungen
Einen weiteren Schwerpunkt Fritz Overbecks künstlerischen Schaffens bilden seine Worpsweder Radierungen. Obwohl sie aus der Gegenwart betrachtet einen eher unbekannteren Teil seines Werkes darstellen, tat sich Overbeck besonders unter den Mitgliedern der Worpsweder Künstlervereinigung als talentierter Radierer hervor.
Mehr als 60 zum Teil großformatige Radierungen von der Hand Fritz Overbecks sind bis heute erhalten. Es handelt sich fast ausschließlich um Motive aus Worpswede. Sie zeigen die hohe Könnerschaft des Künstlers, der immer wieder ungewöhnliche Techniken ausprobierte, um die gewünschte Wirkung zu erzielen. Die Arbeiten zeichnen sich durch ihr Detailreichtum und ihre stimmungsvolle Dynamik aus.

## Nachwirkung
Die Enkelin des Malerpaars, Gertrud Overbeck (1933–2019), engagierte sich für den Erhalt des Lebenswerkes der Großeltern und gründete 1990 das Overbeck-Museum. Sie wurde im März 2010 mit dem Bundesverdienstkreuz geehrt.
In der Nähe seines Hauses im heutigen Vegesacker Ortsteil Schönebeck wurden die Straßen Overbecks Garten und Overbeckstraße nach ihm benannt.

## Schriften
- Ein Brief aus Worpswede. in: Kunst für Alle XI (1895/96), S. 20–24.

## Museumsbesitz
- Overbeck-Museum, im Alten Packhaus, Bremen-Vegesack
- Kunsthalle Bremen: Stürmischer Tag und Aus den Davoser Bergen
- Niedersächsisches Landesmuseum Hannover

## Ausstellungen
- 2008: Sommerfrische. Werke von Fritz und Hermine Overbeck.,Overbeck-Museum, Bremen.
- 2009: „Ich bin nicht sentimental“. Fritz Overbeck zum 100. Todestag., Overbeck-Museum, Bremen.
- 2012: Unfertig. Vollkommen., Overbeck-Museum, Bremen.[11]
- 2014: Fritz Overbeck und Otto Modersohn. Eine Künstlerfreundschaft., Overbeck-Museum, Bremen.[12]
- 2015: 25 Jahre Overbeck-Museum., Overbeck-Museum, Bremen.[13]
- 2016: Zwischen uns hat die Kunst vermittelt., Overbeck-Museum, Bremen.[14]
- 2018/19: Auch das ist Overbeck! Kurioses und Highlights aus der Sammlung., Overbeck-Museum, Bremen.[15]
- 2019: Fritz Overbeck. Die Radierungen., Overbeck-Museum, Bremen.[16]
- 2019: Fritz und Hermine Overbeck. Stationen ihres Lebens., Overbeck-Museum, Bremen.[17]
- 2019: Fritz Overbeck. Das Frühwerk., Overbeck-Museum, Bremen.[18]
- 2021: Fritz Overbeck. Nell´incanto di Worpswede / Traumland Worpswede., Museo Castello San Materno, Ascona.[19]
- 2022: Fritz Overbeck. Die Aquarelle., Overbeck-Museum, Bremen.[20]